# 대한민국의 해양 사고
대한민국은 삼면이 바다로 둘러싸여 있으며, 매년 크고 작은 해양 사고가 발생하고 있다. 다음은 대한민국 영해에서 발생한 해양 사고의 목록이다. (사망·실종자 10인 이상 또는 기름 유출 100톤 이상을 등록 기준으로 한다.)

## 개요
대한민국의 선박은 초기에는 규모가 영세하고, 나무로 만든 배가 대부분이었다. 선박은 강과 바다에서 운용되었는데, 발생한 선박 사고는 특히 명절을 앞두고 승객과 짐을 지나치게 실어 전복된 경우 피해가 컸다. 항구에는 방파재와 부두와 같은 항만시설이 충분하지 않았다. 영세한 선박들은 1970년대를 거치면서 점차 대형화되었고, 대형 선박에 의한 원양어업이 활성화되면서 먼 바다에서 발생하는 사고가 증가하였다. 사고의 규모 또한 점차 대형화되었다. 1960년대 후반 이후로는 과적이나 자연재해 외에 남북간 갈등에 의한 사고, 유조선 기름 유출 사고와 같은 새로운 유형의 해양 사고가 등장하였다.
해양수산부와 한국해양연구소에 의하면, 1983년부터 1999년까지 대한민국의 연근해에서 총 1,290척의 선박이 침몰되었다. 그 대부분은 중소형 어선이며, 유조선과 화학선을 포함한 16척의 대형 선박이 포함되어 유류나 화학 물질의 유출로 인한 환경오염이 우려되었다.

## 연대별 사고

### 1940년대
| 발생년도 월 일  | 발생시각  | 선호 선주 | 크기(톤수) 선령 | 사고지점 운행구간                  | 정원/선원 승선인원 | 구조 사망 / 실종 | 사고 원인     | 수사기관                  | 특이사항           |
| --------------- | --------- | --------- | --------------- | ---------------------------------- | ------------------ | ---------------- | ------------- | ------------------------- | ------------------ |
| 1947년 8월 19일 | 15시      | 태양환호  | 36톤            | 거제도 밖 6마일                    |                    | 94명 23명 / 24명 | 경비선과 충돌 | 해양경비대사령부 경찰당국 |                    |
| 1948년 4월 11일 | 10시      | 범선 2척  |                 | 수원군우정면 해안                  |                    | 0명 2명 / 81명   | 태풍          |                           |                    |
| 1948년 6월 8일  | 11시 반경 | 어선 15척 |                 | 독도 부근                          |                    | 0명 9명 / 5명    | 미군기의 폭격 |                           | 미군이 피해 배상   |
| 1949년 7월 28일 | 16시      | 밀항선    |                 | 부산 영도 부근                     |                    | 19명 20명 실종   | 태풍          |                           |                    |
| 1949년 10월 5일 | 12시 50분 | 평해호    | 17톤            | 작약도 부근 인천항 ↔ 강화도 사기리 | 50명 200여 명      | 86명 71명 사망   | 과적          | 인천지검                  | 추석을 앞두고 발생 |

### 1950년대
승객과 화물의 과적으로 인한 대형사고가 다수 발생하였다. 태풍 사라의 피해가 컸다.
| 발생년도 월 일   | 발생시각  | 선호 선주                           | 크기(톤수) 선령 | 사고지점 운행구간                      | 정원/선원 승선인원 | 구조 사망 / 실종       | 사고 원인                | 수사기관         | 특이사항                          |
| ---------------- | --------- | ----------------------------------- | --------------- | -------------------------------------- | ------------------ | ---------------------- | ------------------------ | ---------------- | --------------------------------- |
| 1951년 6월 10일  | 15시      | 제13호(第13湖)호 영암부삼호면사업계 | 12톤            | 목포항 근해                            | 39명 ?             | 30여 명 사망           | 과적                     |                  |                                   |
| 1951년 7월 11일  | 18시 20분 | 제5편리호 다대포간순항선조합        | 17톤 24년       | 부산 송도 앞바다 부산 충무동 ↔ 다대포  | 91명 170명         | 55명 74명 이상 사망    | 과적                     | 부산지검         |                                   |
| 1951년 11월 18일 | 11시 50분 | 삼해남호 해남운수주식회사           | 31톤            | 진도항 부근 진도항                     | 57명 130명         | 55명 45명 / 3명        | 초과승선 운전수 과실     |                  |                                   |
| 1952년 5월 15일  | 14시      | 조일환호                            |                 | 려호도 제주도 연평항 ↔ 부산            | 29명               | 15명 14명 사망         | 운전수 과실              |                  | 선착 중 전복                      |
| 1953년 1월 9일   | 14시      | 창경호 대동상선                     | 147톤 20년      | 거북섬 부근 여수 ↔ 부산                | 240명 300여 명     | 8명 266명 이상 사망    | 파도 과적                | 부산지검         |                                   |
| 1953년 1월 25일  | 15시 30분 | 행운호 한국미곡주식회사             |                 | 충남 완포리 부근 충북 칠산 ↔ 전북 군산 | 75명 200여 명      | 10여 명 64명 이상 사망 | 과적                     |                  | 도착 직전에 전복                  |
| 1954년 6월 3일   | 21시 8분  | 태양호                              |                 | 전남 돌산도 앞바다 목포 ↔ 부산         |                    | 23명 실종              | 풍랑                     |                  |                                   |
| 1954년 8월 16일  | 새벽      | 범선                                |                 | 강화도 앞바다                          | 17명 승선          | 3명 구조 14명 사망     | 조류와 파도              |                  |                                   |
| 1955년 4월 3일   | 19시      | 발동화물선                          |                 | 김해 앞바다                            | 13명 승선          | 13명 실종              | 암초에 파선              |                  |                                   |
| 1955년 4월 23일  | 4시       | 삼영호                              |                 | 하동 앞바다                            | 73명 승선          | 12명 실종              | 암초에 파선              |                  |                                   |
| 1955년 5월 10일  | 17시 전후 | 연평도 어선단                       |                 | 연평도 부근                            |                    | 중상 9명 6명 / 12명    | 북한군 포격              |                  | 1척 침몰 4척 실종                 |
| 1955년 8월 17일  | 22시경    | 괴선박                              |                 | 전남 흑산도 부근                       |                    | 7명 / 13명             |                          |                  |                                   |
| 1956년 1월 12일  | 3시 30분  | 태신호 조선기선주식회사             | 135톤           | 전남 흑산도 부근                       | 122명 / 11명 147명 | 66명 사망              | 화재                     | 치안국 현지 경찰 |                                   |
| 1956년 2월 1일   | 7시경     | 목선                                |                 | 전북 비안도 부근                       |                    | 3명 18명 실종          | 풍랑                     |                  |                                   |
| 1956년 9월 22일  | 오후      | 어선                                |                 | 전남 위도면 부근                       |                    | 11명 실종              | 풍랑                     |                  |                                   |
| 1956년 12월 4일  | 6시경     | 어선                                |                 | 충남 당진 부근                         |                    | 1명 / 22명             | 풍랑                     |                  |                                   |
| 1957년 4월 14일  | 9시경     | 강남호                              |                 | 인천 월미도 서쪽                       | 57명 승선          | 26명 3명 / 31명        | 충돌 풍랑과 퇴조         |                  | 화물선과 충돌                     |
| 1957년 8월 29일  | 11시 30분 | 목선                                |                 | 화성군 서쪽                            | 63명 승선          | 31명 생존 1명 / 31명   | 과적                     |                  |                                   |
| 1958년 1월 15일  | 정오경    | 제87대양호 한국수산주식회사         | 84톤            | 전남 흑산도 부근                       |                    | 11명 실종              | 풍랑                     |                  |                                   |
| 1958년 2월 12일  | 밤        | 기범선 4척                          |                 | 강원 거진항 부근                       |                    | 11명 실종              | 풍랑                     |                  |                                   |
| 1959년 1월 16일  | 16시 30분 | 삼성호 해동유류부주식회사           | 54톤            | 제주 죽도항 부근                       |                    | 9명 / 4명              | 정박 중 표류 암초에 충돌 |                  | 구조에 해녀 50명, 잠수부 5명 동원 |
| 1959년 4월 22일  | 16시 45분 | 통도호 순항선조합                   | 57톤            | 전북 고창 부근                         | 36명 승선          | 4명 7명 / 25명         | 풍랑                     | 치안국 현지 경찰 |                                   |
| 1959년 9월 17일  | 10시경    | 어선 4척                            |                 | 전남 완도 앞바다                       | 43명 승선          | 2명 41명 사망          | 태풍                     |                  | 태풍 사라                         |

- 강에서 발생한 선박 사고로 1954년 6월 낙동강 나룻배 전복 사고(사망·실종 27명)[33], 1954년 8월 5일 충북 청양군 장진 도선 침몰 사고(사망·실종 20명)[34], 1956년 8월 마포강나루터 모터보트 사고(사망·실종 10명 이상)[35], 1958년 5월 충북 초평면 놀이배 사고(사망·실종 19명)[36], 1959년 3월의 안동 나룻배 사고(사망·실종 11명)[37] 가 있다.
- 치안국 집계에 따르면, 1957년 한해 187건의 해상 사고가 발생하였고, 350명이 사망하고 15명이 부상하였다.[38]

### 1960년대
폭풍·해일시 항구에 피신하지 못한 선박들의 피해로 항만 시설의 부실이 지적되었다. 남북간의 분쟁이 해상 사고의 한 부분을 차지하였다.
| 발생년도 월 일   | 발생시각              | 선호 선주             | 크기(톤수) 선령 | 사고지점 운행구간              | 정원/선원 승선인원 | 구조 사망 / 실종       | 사고 원인             | 수사기관            | 특이사항                       |
| ---------------- | --------------------- | --------------------- | --------------- | ------------------------------ | ------------------ | ---------------------- | --------------------- | ------------------- | ------------------------------ |
| 1960년 1월 16일  | 11시                  | 직영호                | 8톤             | 강원 판교리 부근               | 13명 승선          | 1명 12명 실종          | 안개와 풍랑           |                     |                                |
| 1960년 5월 13일  | 20시                  | 어선 4척              |                 | 연평도 부근                    |                    | 6명 1명 / 13명         | 풍랑                  |                     |                                |
| 1960년 5월 31일  | 15시                  | 백구호 남양수산       | 74톤            | 제주 연평리 부근 성산포 ↔ 부산 | 39명 승선          | 26명 13명 실종         | 풍랑                  |                     |                                |
| 1961년 11월 10일 | 0시 2분경             | 광복호                | 17톤            | 경남 통영 부근                 | 13명 승선          | 1명 12명 실종          |                       |                     |                                |
| 1962년 1월 2일   | 13시 40분~ 17시 30분  | 속초항 어선단         |                 | 속초항 부근                    |                    | 5명 3명 / 21명         | 해일                  |                     | 244척 중 5척 침몰              |
| 1963년 1월 18일  | 12시                  | 연호 명진합명회사     | 34.5톤 21년     | 전남 영암 부근 목포 ↔ 해남     | 86명 / 8명 141명   | 1명 120명 이상 사망    | 과적 돌풍             |                     | 5분 내에 침몰                  |
| 1963년 11월 8일  | 새벽                  | 어선 2척              |                 | 강원 속초 앞                   |                    | 13명 실종              | 돌풍                  |                     |                                |
| 1963년 12월 18일 | 4시                   | 高砂丸                | 83톤            | 제주 남쪽                      |                    | 4명 10명 실종          | 파도                  |                     | 일본 선박 일본 순시선이 구조   |
| 1964년 4월 16일  | 11시                  | 보승 2호              |                 | 소연평도 부근                  | 13명 승선          | 2명 11명 실종          | 안개 속에 암초에 충돌 |                     | 납북후 풀려나 귀환 도중 침몰   |
| 1964년 7월 29일  | 밤                    | 서해 어선단           |                 | 연평도 부근                    |                    | 219명 32명 / 62명 추정 | 태풍                  |                     | 2명은 북한에 억류              |
| 1964년 8월 2일   | 19시                  | 신성호                |                 | 전남 완도 부근                 | 20여 명 승선       | 2명 3명 / 15명         | 풍랑                  |                     |                                |
| 1964년 11월 24일 | 8시 5분경             | 나룻배                | 4톤             | 충남 서산 부근                 | 32여 명 승선       | 8명 11명 / 13명        | 과적                  |                     |                                |
| 1964년 12월 4일  | 17시                  | 대성호                | 4톤             | 충남 서산 부근                 | 승객 10명          | 13명 실종              | 기관 고장 돌풍        |                     |                                |
| 1965년 4월 4일   | 8시 30분경            | 채취선                |                 | 전남 여천 부근                 | 25명 승선          | 2명 2명 / 21명         | 돌풍                  |                     |                                |
| 1965년 12월 30일 | 6시 30분              | 제3영생호             |                 | 삼척 앞바다                    | 21명 승선          | 7명 14명 사망          | 풍랑으로 암초에 충돌  |                     |                                |
| 1965년 12월 30일 | 13시                  | 편리호                | 22톤            | 묵호 앞바다                    | 25명 승선          | 2명 2명 / 21명         | 파도와 폭설           |                     |                                |
| 1966년 1월 13일  | 14시                  | 전마선                |                 | 충남 삼길포 부근               | 36명 승선          | 11명 15명 / 10명       | 파도                  |                     |                                |
| 1967년 1월 14일  | 21시 54분경           | 한일호 여수천양기선   | 140톤 11년      | 경남 가덕도 부근 여수 ↔ 부산   | 165명 / 13명 불명  | 12명 66명 / 27명 추정  | 함정과 충돌           | 해난심판위원회 검찰 |                                |
| 1967년 1월 19일  | 13시 50분 ~ 14시 10분 | 당포함 동해경비분대   | 650톤           | 동해어로저지선 부근            | 79명 승선          | 40명 11명 / 28명       | 북한의 포격           |                     | 어선단 보호 중 피격            |
| 1968년 1월 3일   | 2시                   | 제5삼양호 삼양사      |                 | 추자도 남쪽                    | 13명 승선          | 1명 / 12명             | 암초에 충돌           |                     |                                |
| 1968년 5월 17일  | 15시                  | 천지호 대한유조선회사 | 5,243톤         | 목포 부근                      | 48명 승선          | 31명 3명 / 13명        | 암초에 충돌           |                     | 기름 유출로 해양 오염 피해     |
| 1968년 5월 24일  | 11시 30분             | 서조호                | 5톤 12년        | 충남 장항 부근                 | 20명 61명          | 40명 16명 / 5명        | 과적 무허가 운항      | 서천경찰            | 폐선 연령을 초과한 어선을 개조 |
| 1969년 3월 27일  | 5시경                 | 어선 3척              |                 | 제주 근해                      |                    | 21명 실종              | 돌풍                  |                     |                                |
| 1969년 9월 24일  | 2시경                 | 무장간첩선            | 50톤            | 흑산도 근해                    | 15~18명 추정       | 15~18명 사망 추정      | 교전                  | 대간첩대책본부      | 무반동포 등 무장               |
| 1969년 10월 14일 | 6시 42분              | 무장간첩선            | 75톤            | 소흑산도 근해                  | 20여 명 추정       | 20여 명 사망 추정      | 교전                  | 대간첩대책본부      | 무반동총 등 무장               |

- 강에서 발생한 선박 사고로, 1962년 9월 7일 한강 한남동 나룻배 전복 사고(50명 승선, 10여 명 구조)[59], 1966년 8월 25일 경기도 여주읍 나룻배 침몰 사고(12명 실종)[60], 1969년 9월 17일 창녕 남지읍 나룻배 전복 사고(5명 사망, 71명 이상 실종)[61] 가 있다.
- 1962년 1월과 2월 두 달 동안 풍랑에 의한 선박 사고로 93명이 사망하였다고 보도되었다.[62]
- 교통부는 1968년 1년간 총 251건의 해상 사고가 발생하였고, 95명이 사망, 2명이 부상하였다고 발표하였다.[63]

### 1970년대
보도에 의하면, 1970년초 대한민국의 연안여객선은 약 200척이고, 그중 20척 정도가 200톤 ~ 300톤 가량의 대형 선박이고, 나머지는 소형 선박이었다. 전체 연안여객선의 75%인 150척은 목선이며, 그중 90여 척은 선령이 20년이 넘었다. 자격이 있는 선원수는 부족하고 선원의 임금은 적었다. 소형 선박에는 통신 장비 뿐 아니라 라디오도 준비되어 있지 않았다. 또한, 정원제가 엄격하게 지켜지면서 생필품을 제대로 반입할 수 없게 된 섬마을 주민들이 어려움을 겪었다.
공장 폐수로 인한 해양 오염과 어린 물고기의 남획으로 연근해 어족의 고갈 현상이 심화되었고, 어부들은 북방 어로 한계선을 넘어서 고기를 잡다가 납북되거나 먼 바다에서 풍랑을 만나 조난되기도 했다.
해양경찰대의 집계에 따르면, 1974년부터 1979년까지 총 4,670척의 선박, 46,510여 명의 인원이 사고를 당했다. 이중 구조되지 않은 선박이 904척, 인원은 2,692명이었다. 이는 연평균 약 150척이 침몰 또는 행방불명, 450명이 사망 또는 실종된 셈이다. 발생 해역으로는 남해가 가장 많았고, 톤수는 20톤에서 100톤 사이가 가장 많았다. 사고 원인으로는 정비 불이행이 절반 이상을 차지하였는데, 선박의 노후화에 따른 선체 손상과 기관 고장이 잦았다고 하였다. 해운 불황에 따른 무리한 운행으로 악천후로 인한 사고가 10% 남짓하고, 선원의 운항과실이 20%가 넘었다. 사고 후 보상금이 적은 것도 문제점으로 지적되었다.
| 발생년도 월 일   | 발생시각    | 선호 선주                | 크기(톤수) 선령 | 사고지점 운행구간         | 정원/선원 승선인원 | 구조 사망 / 실종     | 사고 원인       | 수사기관                 | 특이사항                          |
| ---------------- | ----------- | ------------------------ | --------------- | ------------------------- | ------------------ | -------------------- | --------------- | ------------------------ | --------------------------------- |
| 1970년 1월 30일  |             | 어선 4척                 |                 | 강원 명주 부근            |                    | 18명 사망            | 풍랑            |                          |                                   |
| 1970년 4월 3일   | 23시 49분   | 무장간첩선               | 50톤            | 서해 격렬비열도           | 15~17 명 추정      | 15~17명 사망 추정    | 교전            | 대간첩대책본부           | 무반동총 2문 무장                 |
| 1970년 5월 4일   |             | 명신호 대경해운          | 339톤           | 부산 동남쪽               | 16명 승선          | 5명 / 11명           | 풍랑            |                          | 한일간 화물선                     |
| 1970년 12월 15일 | 1시 20분    | 남영호 남영해운          | 362톤 2년       | 거문도 동쪽 서귀포 ↔ 부산 | 321명 /19명 338명  | 12명 326명 이상 사망 | 과적            | 경찰, 검찰 진상조사 특위 | 일본 배에 8명 구조                |
| 1971년 1월 4일   | 2시         | 어선 3척                 |                 | 흑산도 부근               | 22명 승선          | 22명 실종            | 풍랑            |                          | 파편 발견                         |
| 1971년 1월 7일   | 10시 20분   | 질자호                   | 24톤 18년       | 전남 여수 부근            | 64명 / 5명 90여 명 | 61명 30명 / 2명      | 충돌            |                          | 화물선이 충돌                     |
| 1971년 5월 14일  | 1시 35분    | 무장간첩선               | 50~60톤         | 동해 휴전선 남방          | 15~17명 추정       | 15~17명 사망 추정    | 교전            | 대간첩대책본부           | 48노트의 쾌속정                   |
| 1973년 1월 25일  | 14시 30분   | 한성호 목포한일기선      | 12년            | 진도 앞바다               | 95명 109명         | 48명 19명 / 42명     | 과적            |                          | 육지 부근에서 침몰                |
| 1973년 2월 26일  | 10시 35분   | 성산호                   | 57.3톤          | 통영 부근                 | 13명 승선          | 4명 / 9명            | 돌풍            |                          | 저인망 어선                       |
| 1974년 2월 22일  | 11시 10분경 | YTL30정 대한민국 해군    | 120톤           | 충무 앞바다               | 316명              | 152명 158명 / 1명    | 과적 운항부주의 | 해군조사위원회           | 소형 항만 예인정                  |
| 1974년 5월 19일  | 3시         | 칠성호                   | 58톤            | 경남 거제 해안가          | 12명 승선          | 12명 실종            | 폭우            |                          | 저인망 어선 정박 중 침몰          |
| 1974년 6월 28일  | 10시 30분   | 경비정 863호             | 200톤 33년      | 동해 분계선 부근          | 34명 28명          | 8명 / 20명           | 피격            | 국방부                   | 해경 경비정 북 경비정들과 교전    |
| 1974년 8월 29일  | 15시 20분   | 어선 4척                 |                 | 소흑산도 남쪽             |                    | 10명 47명 실종       | 풍랑            |                          |                                   |
| 1974년 11월 12일 | 15시 20분   | 광진호                   | 4.6톤           | 전남 완도 앞바다          | 64명 승선          | 23명 13명 / 28명     | 과적 풍랑       |                          | 암초에 충돌                       |
| 1976년 1월 17일  | 14시 50분   | 만덕호                   | 7.2톤           | 울릉도 천부항 부근        | 56명 승선          | 19명 11명 / 26명     | 풍랑            |                          | 오징어잡이 목선                   |
| 1976년 10월 29일 |             | 어선 17척                |                 | 대화퇴 해상               | 327명              | 34명 / 293명         | 4일간의 풍랑    |                          | 대한민국 역대 최대 어선 해난 사고 |
| 1976년 12월 8일  |             | 610광덕호                | 71톤            | 제주도 근해               | 11명 승선          | 0명 1명 / 10명       | 풍랑            |                          | 시신 1구 인양                     |
| 1977년 12월 2일  | 23시경      | 제11강원호 속초항        | 85톤            | 울릉도 서쪽 해상          | 31명 승선          | 5명 26명 실종        | 강풍 파도       |                          | 생존자 65시간 동안 표류           |
| 1977년 12월 3일  |             | 풍성9호 충무항           | 28톤            |                           | 10명 승선          | 1명 9명 실종         | 태풍            |                          | 출항신고, 무전 연락 없음          |
| 1978년 1월 21일  | 8시         | 어선 2척 충무항          | 각 0.7톤        |                           | 13명 승선          | 7명 6명 실종         | 돌풍            |                          | 무동력 어선                       |
| 1978년 2월 17일  |             | 어선 8척                 |                 |                           |                    | 29명 사망            | 강풍 눈보라     |                          | 동해안 일대                       |
| 1978년 11월 29일 | 4시         | 어선 5척                 |                 | 전남 무안 부근            |                    | 23명 실종            | 풍랑            |                          |                                   |
| 1979년 1월 29일  | 11시경      | 어선 2척                 |                 | 전남 소흑산도 부근        |                    | 2명 20명 실종        | 풍랑            |                          |                                   |
| 1979년 2월 17일  | 16시경      | 제1선북호 부산항         | 49톤            | 울산 방어진 부근          |                    | 13명 실종            | 풍랑            |                          |                                   |
| 1979년 10월 5일  | 10시 30분경 | 제2병묵호 인천항         | 100톤           | 전남 홍도 부근            |                    | 12명 실종            | 풍랑            |                          | 대형 저인망 어선                  |
| 1979년 11월 18일 |             | 제2영풍호 군산안강망어협 | 48톤            | 제주 남쪽 해상            |                    | 10명 실종            | 풍랑            |                          | 어선                              |

- 강에서 발생한 선박 사고로, 1976년 6월 8일의 금강 도선 전복 사고(사망·실종 19명 이상)[93], 1976년 8월 8일의 나주 지석강 유람선 사고(사망·실종 12명)[94], 1978년 7월 20일의 금강 동력선 사고(사망·실종 16명)[95] 가 있다.

### 1980년대
나룻배 사고가 줄어들었다. 해상 사고로는 태풍 셀마로 인한 피해가 특히 컸다.
| 발생년도 월 일   | 발생시각    | 선호 선주                   | 크기(톤수) 선령 | 사고지점 운행구간  | 정원/선원 승선인원 | 구조 사망 / 실종  | 사고 원인        | 수사기관       | 특이사항                          |
| ---------------- | ----------- | --------------------------- | --------------- | ------------------ | ------------------ | ----------------- | ---------------- | -------------- | --------------------------------- |
| 1980년 6월 21일  |             | 무장간첩선 북한             | 6~7톤           | 서산 앞바다        | 10명 승선          | 1명 생포 9명 사살 | 교전             | 대간첩대책본부 |                                   |
| 1980년 8월 31일  | 20시 50분   | 제5성남호 부산항            | 83.7톤          | 전남 거문도 부근   | 14명 승선          | 14명 실종         | 충돌             |                | 화물선이 충돌                     |
| 1980년 10월 31일 | 10시 이후   | 제5종봉호 여수항            | 156톤           | 대화퇴 부근        | 35명 승선          | 35명 실종         |                  |                | 오징어잡이 어선                   |
| 1981년 9월 6일   | 3시 30분경  | 제1명신호                   | 40.4톤          | 통영 앞바다        | 27명 승선          | 9명 18명 실종     | 충돌             |                | 화물선이 충돌.                    |
| 1981년 11월 24일 |             | 제36한일호                  | 291톤           | 전남 보길도 부근   | 11명 승선          | 11명 실종         |                  |                | 밀감 상자 발견                    |
| 1982년 10월 24일 | 14시        | 제2동해호                   | 42톤            | 울릉도 동북방      | 36명 승선          | 36명 실종         | 풍랑             |                | 오징어잡이 어선                   |
| 1983년 10월 7일  | 오후        | 거성호                      | 78톤            | 제주 화도 서쪽     | 13명 승선          | 2명 11명 실종     | 풍랑             |                | 어선                              |
| 1984년 1월 12일  | 5시 30분    | 제7삼성호 삼천포항          | 35.6톤          | 제주 우도 부근     | 13명 승선          | 1명 / 12명        | 풍랑             |                | 트롤어선                          |
| 1984년 4월 18일  | 23시 30분   | 동남점보페리호 동남점보페리 | 2,904톤 14년    | 전남 거문도 부근   | 584명 / 32명 183명 | 203명 12명 사망   | 풍랑             | 합동조사반     | 침수 상태로 견인                  |
| 1984년 7월 5일   | 23시        | 제7동아호 경북영일군 수협   | 44톤            | 전남 신안 부근     | 20명 승선          | 3명 17명 실종     | 암초에 충돌      |                | 오징어채낚이어선                  |
| 1984년 11월 17일 | 17시 30분경 | 영암호                      | 3.3톤 4년       | 전남 신안 부근     | 64명 승선          | 53명 9명 / 2명    | 해태발목에 충돌  |                | 목조 굴 채취선                    |
| 1985년 1월 29일  | 17시 25분경 | 화평 에이스호 동화해운      | 1,992톤 13년    | 제주 남동 해상     | 20명 승선          | 3명 3명 / 14명    | 갑자기 기울어짐  |                | 화물선                            |
| 1985년 2월 1일   | 3시경       | 제일크리스탈호 정금해운     | 1,470톤         | 대마도 근해        | 16명 승선          | 4명 2명 / 10명    |                  |                | 한일정기화물선                    |
| 1985년 3월 15일  | 11시 19분   | 세진호 삼호물산             | 150톤           | 제주 우도 부근     | 31명 승선          | 4명 27명 실종     | 풍랑으로 전복    |                | 선어운반선                        |
| 1985년 4월 11일  | 12시경      | 제77신성호 부산시 수협      | 41톤            | 제주 동쪽 해상     | 11명 승선          | 11명 실종         | 풍랑             |                | 장어잡이 통발어선                 |
| 1985년 4월 18일  | 0시 50분경  | 제11원근해호 인천 수협      | 98.2톤          | 소흑산도 서남      | 12명 승선          | 12명 실종         | 충돌             |                | 중국 상선과 충돌                  |
| 1985년 7월 27일  | 19시 50분경 | 신안2호                     | 27톤            | 신안 홍도리 부근   | 37명 승선          | 19명 18명 실종    | 엔진 고장        | 경찰           | 유람선. 표류하다가 암초와 충돌.   |
| 1985년 8월 14일  | 8시경       | 광일호 옹진항               | 42톤            | 전남 영광 부근     | 14명 승선          | 2명 12명 실종     | 태풍             |                | 22시간만에 구조.                  |
| 1986년 3월 16일  | 5시 40분경  | 604상진호 목포항            | 67톤            | 전남 진도 부근     | 10명 승선          | 10명 실종         | 충돌             |                | 이름을 모르는 선박과 충돌.        |
| 1986년 11월 25일 | 20시 30분경 | 천양호 속초항               | 78톤 26년       | 속초 동쪽 해상     | 26명 승선          | 1명 4명 / 21명    | 풍랑             |                | 오징어잡이 어선                   |
| 1986년 11월 26일 | 10시 30분경 | 카페리2호 신정해운          | 54.8톤          | 강화 석포리 부근   | 70명 승선          | 43명 13명 / 14명  | 균형상실 급류    |                | 불균형으로 전복                   |
| 1987년 1월 13일  | 7시경       | 제224경인호 인천경인수산    | 95톤            | 격렬비열도 부근    | 10명 승선          | 10명 실종         | 풍랑             |                | 저인망어선                        |
| 1987년 2월 12일  | 7시경       | 제88지영호 부산항           | 39톤            | 대마도 동북방 해상 | 11명 승선          | 1명 10명 사망     | 풍랑             |                | 장어통발어선                      |
| 1987년 2월말     |             | 영지호 목포수협             | 109톤           | 제주도 남쪽 해상   | 35명 승선          | 35명 실종         | 풍랑 추정        |                | 오징어채낚기어선                  |
| 1987년 6월 16일  | 14시 40분   | 극동호 충무유람선협회       | 24톤 약 7년     | 충무 앞바다        | 87명 / 3명 87명    | 51명 29명 / 7명   | 엔진 고장 화재   | 경찰           | 목선. 20분 만에 침몰              |
| 1987년 7월 16일  |             | 어선 12척                   |                 | 전남 신안 부근     | 58명 승선          | 5명 53명 실종     | 태풍 셀마        |                | 전국 278명 해상 사고로 사망·실종  |
| 1987년 8월 31일  | 2시         | 동익호 울릉                 | 99톤            | 울릉도 부근        |                    | 8명 1명 / 24명    | 태풍 다이너      |                |                                   |
| 1987년 10월 7일  | 5시경       | 제31진영호 동진수산         | 45톤            | 백령도 서쪽        |                    | 1명 11명 실종     | 북한 군함에 피격 | 수산청         | 추석. 피격 후 북한 군함에 충돌    |
| 1987년 12월 1일  | 19시경      | 제11복성호 울릉도           | 35.6톤          | 제주항 부근        |                    | 1명 13명 실종     | 강풍 파도        |                | 채낚기어선                        |
| 1987년 12월 6일  | 8시경       | 제2장영호 부산항            | 294톤           | 오륙도 동쪽        |                    | 1명 10명 실종     | 폭풍 불균형      |                | 화물선. 폭풍으로 짐이 기울어 전복 |
| 1987년 12월 30일 | 3시 15분경  | 제101영성호 부산항          | 105톤           | 홍도 남서쪽        | 28명 승선          | 17명 4명 / 7명    | 폭풍             |                | 오징어채낚기어선                  |
| 1987년 12월 30일 | 5시 40분경  | 제391동영호 통영            | 33.6톤          | 마라도 서쪽        | 10명 승선          | 10명              | 침수             |                |                                   |
| 1988년 4월 17일  | 12시 50분경 | 거룻배                      | 0.5톤           | 신안 용섬 부근     | 5명 이하 19명      | 5명 12명 / 2명    | 정원초과 파도    |                | 바지락 채취선                     |
| 1988년 4월 18일  | 4시 10분경  | 제13해림호 부산             | 96톤            | 마라도 남쪽        | 11명 승선          | 1명 10명 실종     | 파도             |                | 어선                              |
| 1989년 1월 5일   | 5시경       | 원경호 주문진               | 74.7톤          | 대마도 부근        | 21명 승선          | 21명 실종         |                  |                | 오징어채낚기어선                  |
| 1989년 1월 14일  | 0시 45분경  | 제7창명호 창명수산          | 95.8톤          | 전남 여천 부근     | 12명 승선          | 12명 실종         | 충돌             |                | 저인망어선 카페리와 충돌          |
| 1989년 2월 26일  | 1시경       | 제3세일호 충무              | 37톤            | 마라도 남쪽        | 12명 승선          | 12명 실종         | 파도             |                | 장어통발어선                      |
| 1989년 6월 5일경 |             | 어선 4척                    |                 | 신안 재원도 부근   | 17명 승선          | 17명 실종         | 풍랑             |                | 무동력선                          |
| 1989년 10월 31일 | 19시        | 남성호 부산                 | 67톤            | 전북 어청동 부근   | 14명 승선          | 14명 실종         | 풍랑으로 좌초    |                | 기선저인망어선                    |
| 1989년 11월 1일  | 4시 25분    | 82근성호 주문진             | 97톤            | 대화퇴 부근        |                    | 1명 6명 / 6명     | 풍랑             |                |                                   |
| 1989년 11월 1일  | 15시 20분   | 제26현진호 경북구룡포       | 89톤            | 울릉도 부근        |                    | 10명 / 12명       | 풍랑             |                |                                   |
| 1989년 11월 4일  | 4시 30분    | 제12일성호 속초항           | 56.6톤          | 대화퇴 부근        | 16명               | 6명 4명 / 6명     | 화재             |                | 실종 선박 수색 중 화재 발생       |

- 강에서 발생한 선박 사고로, 1984년 5월 19일의 경기도 산정 호수 보트 전복 사고(사망·실종 10명)[139] 가 있다.

### 1990년대
1990년대에는 대형 또는 외국 국적의 배가 충돌·좌초하는 사고가 다른 시기에 비해 많아졌다. 유조선의 기름이나 대형 선박의 연료가 누출되어 해양이 오염되는 사고도 잦아지고, 심각해졌다.
1991년에 보도된 해운항만청 집계에 의하면, 1985년부터 1990년까지 358척의 선박이 대한민국 연안과 공해상에서 침몰되어 1,520명이 사망 또는 실종되었다.
1990년에 보도된 통계에 의하면, 10년 간 대한민국 근해에서 발생한 사고 중 85%가 어선이었으며, 사고 선박의 75.7%, 인명은 94.2%가 구조되었다. 원양어선을 포함한 9만 8천여 척의 선박 중 90.5%가 목선이었다. 사고 원인으로는 선박 불량 등 관리 부실로 인한 사고가 87%를 차지하였다. 사고 장소는 남해가 가장 많았고, 계절별로는 겨울이 가장 많았다.
원양어업이 활발해진 가운데 1990년대에는 선상 폭력 문제가 대두되었다. 1991년에는 하루 평균 2.4명의 선원이 선상에서 사망하거나 실종되는 것으로 보도되었고, 관련된 사고들이 발생하였다.
서해훼리호 사고를 계기로 대한민국 중소 선박 건조 업체들의 영세성과 안전성보다 편안함을 중시하는 설계, 해양 인력의 부족 등의 문제가 지적되기도 하였다.
해양경찰청의 집계 보도에 의하면, 1993년 한해 동안 151척이 침몰되고 333명이 사망, 1백 명이 실종되었다. 선원의 조종 미숙으로 인한 사고와 소형 선박의 사고 비율이 증가하였으며, 제주 해상에서 가장 많은 사고가 발생하였다. 1998년에는 26명이 사망하고 117명이 실종되었고, 1999년에는 43명이 사망, 121명이 실종된 것으로 집계되었다.
| 발생년도 월 일    | 발생시각    | 선호 선주                | 크기(톤수) 선령 | 사고지점 운행구간          | 정원/선원 승선인원 | 구조 사망 / 실종 | 사고 원인   | 수사기관        | 특이사항                                 |
| ----------------- | ----------- | ------------------------ | --------------- | -------------------------- | ------------------ | ---------------- | ----------- | --------------- | ---------------------------------------- |
| 1990년 1월 13일   | 4시 20분    | 화영55호 부산건화수산    | 98톤            | 서귀포 남쪽                | 12명 승선          | 12명 실종        | 충돌        |                 | 화물선이 들이받음.                       |
| 1990년 4월 12일   | 11시 40분   | 88대성호 동해항          | 55.8톤          | 울릉도 부근                | 11명 승선          | 11명 실종        |             |                 |                                          |
| 1991년 1월 21일   | 13시 10분   | 88대운호 묵호항          | 130톤           | 울산 부근                  | 12명 승선          | 12명 실종        | 풍랑        |                 |                                          |
| 1991년 2월 21일   | 6시경       | 퍼시픽 프렌드 파나마     | 4,417톤         | 태안군 의항리 부근         | 20명 승선          | 6명 14명 실종    | 침수        |                 | 원목 운반선                              |
| 1991년 6월 5일    | 23시 10분경 | 제21성진호 인천          | 90톤            | 제주 서쪽                  | 11명 승선          | 1명 10명 실종    | 충돌        |                 | 저인망어선 중국 상선에 충돌              |
| 1991년 6월 21일   | 17시 30분경 | 제102거경호 부산         | 90톤            | 오륙도 남방                | 11명 승선          | 1명 10명 실종    | 충돌        |                 | 오징어채낚기 어선 일본 냉동운반선이 충돌 |
| 1991년 6월 28일   | 20시 50분경 | 화물선 2척 파나마        | 4,000톤 외      | 옹진군 울도 부근           | 47명 승선          | 15명 32명 실종   | 충돌        |                 | JE스카이에이스호 치아웨이호              |
| 1992년 10월 13일  | 16시 50분경 | 제3준양호 포항           | 103톤           | 영일군 용한리 부근         | 22명 승선          | 4명 18명 실종    | 강풍 풍랑   |                 | 오징어채낚기어선                         |
| 1992년 12월 6일   | 18시 5분경  | 제52덕성호 동경수산      | 133톤           | 양산 대변리 부근           | 12명 승선          | 1명 11명 실종    | 충돌        |                 | 트롤어선                                 |
| 1993년 10월 10일  | 10시 10분경 | 서해훼리호 서해훼리      | 110톤 3년       | 부안 위도 부근 위도 ↔ 부안 | 207명 / 14명 362명 | 70명 292명 사망  | 과적        | 전주지검        | 수십 초 만에 전복·침몰                   |
| 1994년 3월 29일   | 20시 20분경 | 제5영덕호 남해           | 39톤            | 전남 여천 부근             | 11명 승선          | 11명 실종        | 화재        |                 | 장어잡이어선                             |
| 1994년 11월 12일  | 6시 30분경  | 92춘동호 마산            | 93톤            | 대흑산도 서쪽              | 11명 승선          | 1명 10명 실종    | 충돌        |                 | 저인망어선 대형 상선과 충돌              |
| 1995년 6월 22일   | 3시 30분경  | 미네랄뎀피어 라이베리아  | 87,000톤        | 마라도 남쪽                | 27명 승선          | 2명 25명 실종    | 충돌        |                 | 대형 화물선이 서로 충돌                  |
| 1995년 7월 23일   | 14시 20분경 | 씨프린스호 키프로스      | 144,567톤       | 여수 앞바다                | 20명 승선          | 19명 1명 실종    | 좌초        | 광주지검        | 원유와 벙커C유 5천여 톤 유출             |
| 1995년 9월 21일   | 4시 55분경  | 제1유일호 유일해운       | 1,591톤         | 부산 앞바다                |                    |                  | 좌초        |                 | 유조선. 벙커C유 450여 톤 이상 유출       |
| 1995년 11월 17일  | 4시 15분경  | 호남 사파이어호 호유해운 | 142,488톤       | 여수 앞바다                |                    |                  | 부두에 충돌 |                 | 유조선. 원유 173톤 유출                  |
| 1996년 2월 2일    | 6시경       | 제7경신호 부산경신수산   | 115톤           | 마라도 남서쪽              | 12명 승선          | 1명 11명 실종    |             |                 | 대형 기선저인망어선                      |
| 1996년 6월 15일   | 23시 10분경 | 안나스피라토 키프로스    | 16,352톤        | 통영 남여도 부근           | 26명 승선          | 26명 실종        | 충돌        |                 | 두 화물선이 충돌 벙커C유 유출            |
| 1997년 1월 7일    | 19시경      | 261남해호 부산           | 168톤           | 제주 마라도 부근           | 26명 승선          | 3명 23명 실종    |             |                 | 채낚기 어선                              |
| 1997년 4월 3일    | 19시경      | 제3오성호 부산           | 786톤           | 통영 매몰도 부근           | 9명 승선           | 9명 구조         | 좌초        |                 | 벙커C유 186톤 유출 추정                  |
| 1997년 9월 13일   | 17시 40분경 | 98원양호 부산            | 89톤            | 제주 마라도 부근           | 11명 승선          | 1명 1명 / 9명    | 충돌        |                 | 저인망어선                               |
| 1998년 1월 15일   | 15시경      | 뉴바론호 파나마          | 4,400톤         | 울산 울주군 부근           | 20명 승선          | 3명 2명 / 15명   | 좌초        |                 | 벙커C유 345톤 시멘트 5천 톤 유출         |
| 1998년 9월 23일경 |             | 제3대영호 인천           | 70톤            | 인천 울도 부근             | 11명 승선          | 1명 / 10명       |             |                 | 유자망 어선                              |
| 1999년 6월 15일경 |             | 신흥급어뢰정 북한        | 37톤            | 서해 연평도 부근           |                    |                  | 교전        | 대한민국 군당국 | 교전으로 30명 이상 사망 추정             |

- 강에서 발생한 선박 사고로, 1990년 9월 11일의 한강 유람선 충돌 사고(사망·실종 15명)[167], 1994년 10월 25일의 충주호 유람선 화재 사고(사망·실종 29명)[168] 가 있다.

### 2000년대
2010년 대한민국 해양경찰청에서 발행한 백서에 의하면, 2000년부터 2009년까지의 10년간 발생한 해양사고는 연평균 선박 사고가 870여 척, 인명 사고는 5600여 명이었고, 사고 유형으로는 충돌 사고가 가장 많았다. 2009년에는 이전 9년간 평균의 2배로 사고 인원이 급증하는 현상을 보였다. 2000년대 후반에는 선원의 노령화, 외국인 선원의 대한민국내 취업 증가, 사고 보상 등 비용 증가, 내국인 선원의 소득 감소 등이 보도되었다.
| 발생년도 월 일   | 발생시각    | 선호 선주                  | 크기(톤수) 선령 | 사고지점 운행구간             | 정원/선원 승선인원 | 구조 사망 / 실종 | 사고 원인     | 수사기관        | 특이사항                            |
| ---------------- | ----------- | -------------------------- | --------------- | ----------------------------- | ------------------ | ---------------- | ------------- | --------------- | ----------------------------------- |
| 2000년 2월 17일  | 12시 24분경 | 제5대성호 속초항           |                 | 강원 고성군 부근              | 10명 승선          | 10명 실종        |               | 속초해경        | 어구 일부만 발견                    |
| 2000년 9월 1일경 |             | 어선 12척                  |                 | 인천 일대                     |                    | 1명 / 20명       | 태풍          |                 | 태풍 프라피룬으로 피항 중 침몰·좌초 |
| 2000년 9월 23일  | 0시 10분경  | 주원호 목포항              | 57톤            | 소흑산도 남쪽                 | 11명 승선          | 5명 / 6명        | 충돌 추정     | 목포해경        | 앞 부분에 충돌 자국                 |
| 2001년 1월 15일  | 9시 55분경  | 프로하모니호 파나마        | 5,544톤         | 거제 남여도 부근              | 16명 승선          | 7명 3명 / 6명    | 선내 폭발     | 부산해경        | 유조선 기름 200여 톤 유출           |
| 2002년 6월 29일  | 6시 ~ 12시  | 참수리고속정 대한민국 해군 | 170톤           | 서해 연평도 부근              |                    |                  | 북한군과 교전 | 대한민국 군당국 | 양측 약 10 ~ 20명 사망 추정         |
| 2005년 3월 8일   | 5시 45분경  | 썬 크로스호 제주           | 3,785톤         | 가거도 서쪽 247 km 해상       | 13명 승선          | 14명 실종        | 충돌          |                 | 23,000톤급 컨테이너 운반선과 충돌   |
| 2005년 4월 2일   | 18시 이후   | 부영호 태안군              | 26톤            | 격렬비열도 근해               | 10명 승선          | 10명 실종        |               |                 | 꽃게잡이 통발어선                   |
| 2005년 12월 1일  | 15시 40분경 | 한동호 부산                | 134톤           | 전남 병풍도 남서쪽 33 km 해상 | 14명 승선          | 1명 13명 실종    | 충돌          |                 | 89,000톤급 선박과 충돌              |
| 2005년 12월 30일 | 23시 40분경 | 한일호 목포                | 79톤            | 전남 보길도 남쪽 9 km 해상    | 11명 승선          | 2명 / 9명        | 전복          |                 | 만선 상태에서 전복                  |
| 2006년 3월 20일  | 4시 5분경   | 신하이7호 중국             | 2,972톤         | 인천 무의도 남쪽 4마일 해상   | 17명 승선          | 5명 3명 / 9명    | 충돌          | 대한민국 해경   | 위험물 운반선과 충돌                |
| 2007년 12월 7일  | 7시 15분경  | 허베이 스피릿 홍콩         | 147,000톤       | 태안 만리포 서북쪽 8 km 해상  |                    |                  | 충돌          | 대한민국 해경   | 12,500여 톤 원유 유출               |
| 2007년 12월 25일 | 4시 20분경  | 이스턴 브라이트 인천선적   | 1,300톤         | 여수 백도 동북쪽 13 km 해상   | 15명 승선          | 1명 7명 / 7명    | 과적          | 대한민국 해경   | 화학약품 운반선                     |
| 2008년 1월 30일  | 18시 10분경 | 102소양호 부산선적         | 136톤           | 제주 마라도 남서쪽 65 km 해상 | 10명 승선          | 3명 10명 실종    | 악천후 추정   | 대한민국 해경   | 쌍끌이 저인망어선                   |

### 2010년대
2013년 대한민국 해양경찰청에서 발행한 백서에 의하면, 해양 사고에서 구조된 인명은 2009년부터 연간 5천 명 정도에서 1만 명 가까이로 2배 가까이, 사고 선박수도 연간 700척 부근에서 1,600척 정도로 2배 이상 늘어났고, 집계가 작성된 가장 최근인 2012년까지 그러한 추세가 지속되었다. 해양 사고의 증가 원인으로는 기상 여건 악화, 선박의 노후화, 선박 정비 불량, 선원의 고령화 등이 지목되었다. 또한, 2010년대 초에는 동·남·서해 모두 해양오염사고가 급증하였다고 보도되었다.
| 발생년도 월 일   | 발생시각       | 선호 선주                  | 크기(톤수) 선령 | 사고지점 운행구간                | 정원/선원 승선인원      | 구조 사망 / 실종  | 사고 원인                     | 수사기관              | 특이사항           |
| ---------------- | -------------- | -------------------------- | --------------- | -------------------------------- | ----------------------- | ----------------- | ----------------------------- | --------------------- | ------------------ |
| 2010년 1월 27일  | 8시 25분경     | 삼봉 11·12호 부산선적      | 166톤           | 통영시 국도 남동쪽               | 10명 승선               | 1명 / 9명         |                               | 통영 해양 경찰서      | 모래운반선         |
| 2010년 3월 26일  | 21시 22분경    | 천안함 대한민국 해군       | 1,220톤         | 백령도 서쪽 해상                 | 104명 승선              | 58명 40명 / 6명   | 어뢰에 의한 피격 추정         | 대한민국 합동조사단   | 초계함             |
| 2011년 2월 9일   | 6시경          | 알렉산드라호 캄보디아 선적 | 1,500톤         | 울산 동구 앞바다                 | 11명 승선               | 4명 / 7명         |                               | 울산 해양 경찰서      | 액체화물운반선     |
| 2011년 12월 26일 | 2시경          | 739건아호 부산 선적        | 139톤           | 울산 간절곶 동쪽 15마일 해상     | 14명 승선               | 3명 1명 / 10명    | 복원력 상실 추정              | 울산 해양 경찰서      | 트롤어선           |
| 2012년 1월 15일  | 8시 5분경      | 두라3호 부산선적           | 4,191톤         | 인천 자월도 북쪽 5.6 km 해상     | 16명 승선               | 5명 5명 / 6명     | 내부 폭발                     | 인천 해양 경찰서      | 유류운반선         |
| 2013년 10월 15일 | 15시 40분경    | 쳉루15호 파나마 선적       | 8,000톤         | 영일만 동북쪽 1 km 해상          | 19명 승선               | 8명 9명 / 2명     | 파도와 강풍으로 방파제에 충돌 | 포항 해양 경찰서      | 화물선             |
| 2014년 4월 4일   | 1시 19분경     | 그랜드 포춘 1호 몽골 선적  | 4,300톤         | 거문도 남쪽 공해상 청진 → 양저우 | 16명 승선               | 3명 2명 / 11명    | 강풍                          | 여수 해양 경찰서      | 전원 북한 선원     |
| 2014년 4월 16일  | 8시 48분경     | 세월호 청해진해운          | 6,835톤         | 진도군 병풍도 부근 인천 → 제주   | 921명 / 33명 476명 승선 | 172명 295명 / 9명 | 복원력 상실                   | 해양 경찰청           | 209일간 수색       |
| 2015년 1월 23일  | 2시 30분경     | 기임어00791호 중국 선적    | 138톤           | 제주 차귀도 남서쪽 164 km 공해상 | 13명 승선               | 3명 10명 실종     | 충돌                          | 제주해양경비 안전서   | 미확인 상선과 충돌 |
| 2015년 9월 5일   | 19시 30분 이후 | 돌고래호 해남 선적         | 9.7톤           | 추자도 인근 해상                 | 21명 추정               | 3명 14명 / 4명    | 엔진 이상 너울성 파도         | 제주해양경비 안전본부 | 낚싯배             |
| 2017년 12월 3일  | 6시 12분경     | 선창1호                    | 9.77톤          | 인천 영흥대교 인근 해상          | 22명                    | 7명 15명 사망     | 급유선과 충돌 파도            | 인천해양경비          | 낚싯배             |
| 2019년 11월 19일 | 4시 15분 전후  | 대성호 통영 선적           | 29톤            | 제주 차귀도 인근 해상            | 21명                    | 1명 / 11명        | 화재                          | 제주해양경찰서        | 어선               |

## 역대 최대 사고
일제 강점기를 포함하여 역대의 해양 사고들을 규모 순서대로 정리하면 다음과 같다.

### 인명 사고
인명 사고는 집계된 사망자와 실종자 수를 기준으로 하였다. (1위에서 10위까지만 나열)
| 순위 | 발생년도 월 일   | 선호 선주             | 크기(톤수) 선령 | 사고지점 운행구간              | 정원/선원 승선인원      | 구조 사망 / 실종      | 사고 원인            | 특이사항                          |
| ---- | ---------------- | --------------------- | --------------- | ------------------------------ | ----------------------- | --------------------- | -------------------- | --------------------------------- |
| 1    | 1923년 4월 12일  | 어선 110여 척         |                 | 영일만                         |                         | 69명/355명            | 돌풍 파도            | 항구에서 피신중에 폭풍으로 침몰   |
| 2    | 1976년 10월 29일 | 어선 17척             |                 | 대화퇴 해상                    | 327명                   | 34명 / 293명          | 4일간의 풍랑         | 대한민국 역대 최대 어선 해난 사고 |
| 3    | 1970년 12월 15일 | 남영호 남영해운       | 362톤 2년       | 거문도 동쪽 서귀포 ↔ 부산      | 321명 /19명 338명       | 12명 9명 / 317명 이상 | 과적                 | 일본 배에 8명 구조                |
| 4    | 1953년 1월 9일   | 창경호 대동상선       | 147톤 20년      | 거북섬 부근 여수 ↔ 부산        | 240명 300여 명          | 8명 269명 / 40여 명   | 파도 과적            |                                   |
| 5    | 2014년 4월 16일  | 세월호 청해진해운     | 6,835톤 약 20년 | 진도군 병풍도 부근 인천 ↔ 제주 | 921명 / 33명 476명 승선 | 172명 295명 / 9명     | 선장과실 복원력 상실 | 209일간 수색 최대 사망자 확인     |
| 6    | 1928년 11월 1일  | 어선 50척             |                 | 진남포 덕도 부근               | 300여 명 승선           | 300여 명 실종         | 폭풍우               | 시신 6구 발견                     |
| 7    | 1931년 8월 19일  | 어선 52척             |                 | 전남 무안 부근                 |                         | 464명 10명 / 289명    | 폭우                 | 전국적으로 피해                   |
| 8    | 1993년 10월 10일 | 서해훼리호 서해훼리   | 110톤 3년       | 부안 위도 부근 위도 ↔ 부안     | 207명 / 14명 362명      | 70명 292명 사망       | 과적                 | 수십 초 만에 전복·침몰            |
| 9    | 1974년 2월 22일  | YTL30정 대한민국 해군 | 120톤           | 충무 앞바다                    | 316명                   | 152명 158명 / 1명     | 과적 운항부주의      | 소형 항만 예인정                  |
| 10   | 1963년 1월 18일  | 연호 명진합명회사     | 34.5톤 21년     | 전남 영암 부근                 | 86명 / 8명 141명        | 1명 140명 사망        | 과적 돌풍            | 5분 내에 침몰                     |

### 해양 오염 사고
해양 오염 사고는 누출된 오염물의 톤수를 기준으로 하였다. (1위에서 3위까지만 나열)
| 순위 | 발생년도 월 일  | 선호 선주           | 크기(톤수) 선령 | 사고지점 운행구간            | 정원/선원 승선인원 | 구조 사망 / 실종 | 사고 원인 | 특이사항                           |
| ---- | --------------- | ------------------- | --------------- | ---------------------------- | ------------------ | ---------------- | --------- | ---------------------------------- |
| 1    | 2007년 12월 7일 | 허베이 스피릿 홍콩  | 147,000톤       | 태안 만리포 서북쪽 8 km 해상 |                    |                  | 충돌      | 12,500여 톤 원유 유출              |
| 2    | 1995년 7월 23일 | 씨프린스호 키프로스 | 144,567톤       | 여수 앞바다                  | 20명 승선          | 19명 1명 실종    | 좌초      | 원유와 벙커C유 5천여 톤 유출       |
| 3    | 1995년 9월 21일 | 제1유일호 유일해운  | 1,591톤         | 부산 앞바다                  |                    |                  | 좌초      | 유조선. 벙커C유 450여 톤 이상 유출 |

### 내용주
1. ↑  일제 강점기를 포함하면, 69명이 사망하고 355명이 실종된 것으로 보도된 영일만 대참사가 가장 피해가 크다.

### 참고주
1. ↑  海難事故日誌, 《동아일보》, 1974.2.23 - 사실과 다른 내용이 있어서 목록만 참고.
2. ↑  침몰 대형 유조선.가스선등 16척 연근해 방치,해양오염 '재앙'키운다, 《경향신문》, 2000.12.19
3. ↑  旅客船과海警船衝突로 23名死亡24名行方不明, 《경향신문》, 1947.8.22
4. ↑  水原雨汀面海岸에서 帆船二隻이沈沒 乘員八三名行方不明, 《동아일보》, 1948.4.15
5. ↑  正體모를飛行機 鬱陵島漁船爆擊, 《경향신문》, 1948.6.12
6. ↑  獨島事件賠償, 《경향신문》, 1948.7.16
7. ↑  渡日船沈沒 行方不明20救助19, 《동아일보》, 1949.8.7
8. ↑  이러니까沈沒할수박게 定員보다훨신超過乘船, 《동아일보》, 1951.6.19
9. ↑  木浦珍島間旅客船沈沒, 《동아일보》, 1951.11.21
10. ↑  行方不明卅名 死亡者만四十五名, 《동아일보》, 1951.11.22
11. ↑  漁船朝日丸沈沒, 《경향신문》, 1952.5.26
12. ↑  屍體53 具引揚 幸運號沈沒事件續報, 《동아일보》, 1953.1.29
13. ↑  壇上壇下, 《동아일보》, 1953.5.1
14. ↑  突山島앞바다서慘事 機帆船沈沒,廿三名行方不明, 《동아일보》, 1954.6.7
15. ↑  乘客十四名溺死 江華島앞海上서帆船沈沒, 《동아일보》, 1954.8.19
16. ↑  發動船이 沈沒 十三名이 行方不明, 《경향신문》, 1955.4.7
17. ↑  乘客十二名이溺死, 《동아일보》, 1955.4.26
18. ↑  延坪島조기잡이에 異狀 우리漁船團被擊, 《동아일보》, 1955.5.16
19. ↑  正體모른船舶 沈沒, 《경향신문》, 1955.8.20
20. ↑  船員十八名失踪, 《동아일보》, 1956.2.5
21. ↑  漁夫11名溺死, 《경향신문》, 1956.9.25
22. ↑  海女等23名溺死 暴風으로漁船이沈沒, 《동아일보》, 1956.12.7
23. ↑  曳引船沈沒 30餘名溺死, 《동아일보》, 1957.4.15
24. ↑  無心한갈매기 떠도는가운데 雲集한遺族들통곡, 《동아일보》, 1957.4.16
25. ↑  華城郡下 앞바다서 木船沈沒로慘變, 《경향신문》, 1957.8.30
26. ↑  漁船一隻또浸沒, 《경향신문》, 1958.1.17
27. ↑  또11名行方不明, 《동아일보》, 1958.2.15
28. ↑  船員13名이溺死, 《경향신문》, 1959.1.19
29. ↑  또三具를引揚 船員13名溺死事件, 《동아일보》, 1959.1.24
30. ↑  35名이行方不明 三名溺死·四名이生還, 《경향신문》, 1959.4.24
31. ↑  警報解除前에出航許可, 《경향신문》, 1959.4.27
32. ↑  溺死및失踪46名, 《동아일보》, 1959.9.18
33. ↑  나룻배顚覆事件 13名의屍體引上, 《경향신문》, 1954.6.12
34. ↑  廿名의乘客溺死 靑陽郡長津「나루터」서渡船沈沒, 《동아일보》, 1954.8.7
35. ↑  文總主催 謝肉祭에 一大椿事, 《경향신문》, 1956.8.21
36. ↑  배뒤집혀19名溺死, 《동아일보》, 1958.5.28
37. ↑  三名이 죽고 八名 行方不明, 《경향신문》, 1959.3.12
38. ↑  11個月에 三百50名死亡, 《경향신문》, 1957.12.23
39. ↑  漁夫12名行方不明, 《동아일보》, 1960.1.19
40. ↑  漁船八隻沈沒·大破 한名죽고13名行方不明, 《경향신문》, 1960.5.17
41. ↑  船員13名이溺死, 《동아일보》, 1960.6.2
42. ↑  12名이行方不明 貨物船 光復號浸水事故, 《동아일보》, 1961.11.12
43. ↑  너무나뜻밖의일, 《경향신문》, 1962.1.3
44. ↑  5名溺死20名失踪, 《경향신문》, 1963.11.9
45. ↑  日船沈沒 10名溺死 濟州島南方서, 《동아일보》, 1963.12.18
46. ↑  第2보승호 沈沒, 《경향신문》, 1964.4.17
47. ↑  普勝2號 歸港中沈沒 13名中 11名이溺死 2名救助, 《동아일보》, 1964.4.17
48. ↑  海女셋溺死 15名이失踪, 《동아일보》, 1964.8.5
49. ↑  瑞山앞바다서 無免許나릇배 顚覆 장꾼등 24名溺死, 《동아일보》, 1964.11.25
50. ↑  船客 13名失踪 麗川郡 앞바다서, 《경향신문》, 1964.12.7
51. ↑  男女13名失踪 2名 生還, 《동아일보》, 1965.4.5
52. 1 2  43名溺死, 《동아일보》, 1966.1.1
53. ↑  瑞山앞 바다서 慘事, 《동아일보》, 1966.1.14
54. ↑  漁夫12명溺死 1명生還, 《경향신문》, 1968.1.4
55. ↑  16名溺死·9名실종, 《경향신문》, 1968.5.25
56. ↑  선원21명失踪 어선3척침몰, 《경향신문》, 1969.3.28
57. ↑  大型무장間諜船 격침, 《경향신문》, 1969.9.24
58. ↑  大型間諜船 격침, 《동아일보》, 1969.10.14
59. ↑  나룻배뒤집혀 一大慘事, 《동아일보》, 1962.9.7
60. ↑  나룻배 침몰 12명실종, 《경향신문》, 1966.8.26
61. ↑  나룻배 뒤집혀 근80명溺死, 《동아일보》, 1969.9.18
62. ↑  올해들어 死亡者만93名, 《경향신문》, 1962.3.3
63. ↑  2백51件발생 68年度중해난사고, 《매일경제》, 1969.1.31
64. ↑  도사린海難 現場검증 西南海 연안海運의 아찔한實態, 《동아일보》, 1971.1.20
65. ↑  가난만 낚는 오징어 잡이 의悲哀, 《동아일보》, 1976.11.10
66. 1 2  海運立國의 불명예 海難사고, 《동아일보》, 1980.2.18
67. ↑  심한風浪에 漁船4척 沈沒 東海서 漁夫18명溺死, 《경향신문》, 1970.1.31
68. ↑  對間諜대책본부 발표 西海서 武裝간첩선 撃沈, 《경향신문》, 1970.4.4
69. ↑  釜山 東南海底서 명신호船體 발견, 《동아일보》, 1970.6.16
70. ↑  失踪명신號 船員屍體五구 발견, 《동아일보》, 1970.5.15
71. ↑  西海서 船員36명 실종, 《경향신문》, 1971.1.12
72. ↑  낮잠자는 運航管理 질자號沈没서 본 잇단海難의 原因, 《동아일보》, 1971.1.8
73. ↑  30명死亡 둘失踪, 《매일경제》, 1971.1.8
74. ↑  오늘 새벽 東海 침투 大型重武裝간첩선撃沈, 《경향신문》, 1971.5.14
75. ↑  漁船침몰 13명溺死, 《동아일보》, 1973.2.27
76. ↑  영등포 一家六명 壓死傷, 《동아일보》, 1974.5.20
77. ↑  乘務員28명 탄 海警 哨戒艇 세北傀艇과 交戰…沈沒추정, 《동아일보》, 1974.6.28
78. ↑  小黒山島근해 西海서 漁夫47명 失踪, 《경향신문》, 1974.8.30
79. ↑  莞島앞바다서 거룻배顚覆 35명溺死·失踪, 《경향신문》, 1974.11.13
80. ↑  울릉島천부港서 旅客태운漁船뒤집혀37名死亡失踪, 《동아일보》, 1976.1.19
81. ↑  11名이溺死·失踪 濟州近海 交信끊긴漁船 沈沒확인, 《동아일보》, 1976.12.21
82. ↑  실종船員5명奇蹟的구조, 《동아일보》, 1977.12.5
83. ↑  船員10명탄 漁船실종 屍體1具발견 9명도溺死한듯, 《동아일보》, 1977.12.7
84. ↑  漁船2척침몰 11명溺死실종, 《동아일보》, 1978.1.23
85. ↑  東海岸일대·濟州근해 強風·暴雪 漁船등 ４척沈沒, 《경향신문》, 1978.2.18
86. ↑  집계가 명확하지 않다.(2월 20일자 《경향신문》 25명, 《동아일보》 29명, 《매일경제》 35명)
87. ↑  새우잡이배 沈沒 모두13명실종, 《경향신문》, 1978.12.1
88. ↑  新安근해 漁船사고 2척 더 沈沒, 《동아일보》, 1978.12.2
89. ↑  어부20명失踪, 《경향신문》, 1979.1.29
90. ↑  폭풍으로 漁船 沈沒 船員13명失踪 方魚津앞 海上서, 《경향신문》, 1979.2.20
91. ↑  新安 흑산앞바다 漁船침몰,12명失踪, 《경향신문》, 1979.10.6
92. ↑  南·西海서 폭풍注意報속 선원12명 失踪, 《경향신문》, 1979.11.19
93. ↑  下學길 학생등 19名 실종, 《매일경제》, 1976.6.9
94. ↑  鐵製遊覽船침몰…12名溺死, 《동아일보》, 1976.8.09
95. ↑  燕岐 龍水川서 中學生16명 거룻배뒤집혀 溺死, 《동아일보》, 1978.7.20
96. ↑  瑞山 앞바다 서쪽 40마일 해상에서 북괴 무장간첩선이 침몰, 《경향신문》, 1980.6.23
97. ↑  船長등 14명이 失踪, 《경향신문》, 1980.9.1
98. ↑  화물선에서 1시간여 구조 작업을 벌였으나 1명도 구조되지 못했다.
99. ↑  「종봉」號 東海어장서 船員35명태운 漁船실종, 《경향신문》, 1980.11.3
100. ↑  統營앞바다 漁船·貨物船충돌 18명실종, 《경향신문》, 1981.9.7
101. ↑  失踪된 한일호 沈沒한듯, 《매일경제》, 1981.11.28
102. ↑  울릉도近海 오징어잡이 어선 침몰, 《매일경제》, 1982.10.25
103. ↑  6~7명이 구명 보트를 타고 있었으나 구조하지 못했다.
104. ↑  어선침몰 11명실종, 《동아일보》, 1983.10.8
105. ↑  濟州근해 어선침몰 1명死亡·12명실종, 《동아일보》, 1984.1.12
106. ↑  木浦근해 어부17명 失踪도, 《경향신문》, 1984.7.6
107. ↑  新安 木船침몰 11명死亡·失踪, 《경향신문》, 1984.11.19
108. ↑  濟州道東南쪽 90마일해상 貨物船침몰 3명死亡 14명失踪, 《동아일보》, 1985.1.30
109. ↑  표류4명은 구조 貨物船 또침몰 12명 사망 실종, 《동아일보》, 1985.2.2
110. ↑  오늘上午 濟州 牛島근해서 생선運搬船침몰 27명실종, 《경향신문》, 1985.3.15
111. ↑  漁船침몰 11명失踪, 《경향신문》, 1985.4.12
112. ↑  小黑山島앞 公海 우리漁船 中共商船과충돌 침몰, 《경향신문》, 1985.4.18
113. ↑  紅島서 27일저녁에 遊覽船침몰 18명死亡실종, 《동아일보》, 1985.7.29
114. ↑  漁船침몰 漂流 두船員 22시간만에 劇的 구조, 《동아일보》, 1985.8.16
115. ↑  어선 침몰 10명 失踪, 《경향신문》, 1986.3.17
116. ↑  漁船침몰 25명 사망·실종 束草앞바다, 《동아일보》, 1986.11.26
117. ↑  江華서 카페리 顚覆 신정海運소속, 《경향신문》, 1986.11.26
118. ↑  江華카페리死亡·失踪 27명으로 늘어나, 《경향신문》, 1986.11.28
119. ↑  操業어선 침몰 10명 失踪, 《경향신문》, 1987.1.14
120. ↑  溺死10·구조1명, 《매일경제》, 1987.2.13
121. ↑  35명탄漁船 실종, 《동아일보》, 1987.3.3
122. ↑  死亡·실종 2百40여명 오늘 正午현재, 《동아일보》, 1987.7.17
123. ↑  人命피해 83%가 漁夫, 《동아일보》, 1987.7.18
124. ↑  漁船침몰 25명 死亡 실종, 《동아일보》, 1987.9.1
125. ↑  北傀에 어선被擊 침몰, 《경향신문》, 1987.10.8
126. ↑  漁船 침몰 13명 실종, 《동아일보》, 1987.12.2
127. ↑  船員10명 失踪, 《경향신문》, 1987.12.7
128. ↑  漁船 침몰 11명死亡·실종, 《경향신문》, 1988.1.1
129. ↑  失踪동영號 침몰된듯, 《경향신문》, 1988.1.1
130. ↑  거룻배 침몰 14명 死亡 失踪, 《동아일보》, 1988.4.18
131. ↑  濟州서 漁船침몰 10명 失踪, 《동아일보》, 1988.4.18
132. ↑  漁夫21명 숨진듯, 《동아일보》, 1989.1.9
133. ↑  濟州發釜山行 카페리에 받혀 漁船침몰 선원12명 失踪, 《경향신문》, 1989.1.14
134. ↑  濟州서 漁船침몰 船長등 12명실종, 《경향신문》, 1989.2.27
135. ↑  新安앞바다 새우잡이船 4척침몰 漁夫 17명 실종, 《동아일보》, 1989.6.5
136. ↑  어선 침몰 14명 실종, 《경향신문》, 1989.11.1
137. 1 2  어선2척 침몰 36명死亡실종, 《동아일보》, 1989.11.2
138. ↑  실종선원 수색船에 불 10명 사망실종, 《동아일보》, 1989.11.4
139. ↑  山井호수 行樂客태운 보트 전복 9명溺死·1명失踪, 《동아일보》, 1984.5.21
140. ↑  船上폭력 한해308명 死亡, 《동아일보》, 1991.8.4
141. ↑  겨울철의 海難事故, 《동아일보》, 1990.12.26
142. ↑  船員 사망 실종많다 작년이후 5百여명 海警집계, 《동아일보》, 1990.8.18
143. ↑  소형선박"주먹구구 造船", 《경향신문》, 1993.10.12
144. ↑  작년 배百51척 침몰 4百33명 死亡실종 해양경찰청 집계, 《동아일보》, 1994.5.18
145. ↑  99년 해양사고, 인명피해 70% 늘어 등…해양부 발표, 《한국경제》, 2000.1.10
146. ↑  漁船침몰 12명실종, 《동아일보》, 1990.1.13
147. ↑  11명탄漁船 12일째실종, 《동아일보》, 1990.4.24
148. ↑  漁船침몰 12명실종, 《동아일보》, 1991.1.22
149. ↑  원목船 침몰 14명실종, 《동아일보》, 1991.2.21
150. ↑  中國船에 받혀 漁船침몰 선원10명 실종, 《동아일보》, 1991.6.6
151. ↑  어선침몰 10명 死亡실종, 《동아일보》, 1991.6.22
152. ↑  화물선 2척 충돌 침몰 中國人등 32명 실종, 《동아일보》, 1991.6.30
153. ↑  어선침몰 18명실종, 《동아일보》, 1992.10.14
154. ↑  船員11명 실종, 《동아일보》, 1992.12.7
155. ↑  어선화재 침몰 선원10명 실종, 《동아일보》, 1994.3.31
156. ↑  怪선박 어선받고 도주 선원10명 실종, 《경향신문》, 1994.11.13
157. ↑  국내-외국화물船 제주남쪽해상 충돌 외국선원 27명 실종, 《동아일보》, 1995.6.23
158. ↑  부산앞바다 유조선 침몰, 《경향신문》, 1995.9.22
159. ↑  麗川앞바다 또 기름오염, 《매일경제》, 1995.11.18
160. ↑  저인망어선 침몰 12명 실종·사망, 《한겨레》, 1996.2.3
161. ↑  외국화물船 충돌…한척 침몰 통영앞바다 기름오염 비상, 《동아일보》, 1996.6.17
162. ↑  26명탄 어선 침몰한듯 인근서 시체3구 인양, 《경향신문》, 1997.1.9
163. ↑  좌초유조선서 벙커C油 187t 유출, 《매일경제》, 1997.4.5
164. ↑  선박충돌 10명사망·실종 제주해상서 어선1척 침몰…1명은 구조, 《경향신문》, 1997.9.14
165. ↑  파나마 화물선 침몰 선원20명 사망·실종, 《경향신문》, 1998.1.16
166. ↑  서해서 어선침몰 11명사망·실종, 《경향신문》, 1998.9.28
167. ↑  실종 15명으로 유람선 충돌 침몰, 《동아일보》, 1990.9.13
168. ↑  유람선慘事 29명 사망실종, 《동아일보》, 1994.10.26
169. ↑  해양사고 발생 현황, 《해양경찰백서》, 해양경찰청, 2010
170. ↑  국내 연근해 업계 외국선원 급증, 《파이낸셜뉴스》, 2007.5.11
171. ↑  어선 침몰 선원10명 실종, 《동아일보》, 2000.2.18
172. ↑  태풍피해 전국 5명 사망 25명 실종…선박12척 침몰, 《동아일보》, 2000.9.2
173. ↑  어선 전복 11명 사망.실종 - 전남 신안서…충돌사고 당한듯, 《경향신문》, 2000.9.25
174. ↑  유조선 침몰 9명 사망-실종, 《국민일보》, 2001.1.16
175. ↑  서해서 화물선 충돌 한국인 등 14명 실종, 《동아일보》, 2005.3.10
176. ↑  선원 10명 탄 꽃게잡이 배 6일째 연락두절, 《세계일보》, 2005.4.9
177. ↑  진도 인근서 선박충돌 13명 실종, 《서울신문》, 2005.12.2
178. ↑  완도해상서 어선 전복, 《한국일보》, 2005.12.30
179. ↑  인천서 中화물선 침몰12명사망·실종…한국인 선원은 무사, 《국민일보》, 2006.3.21
180. ↑  질산 2000t 실은 선박 남해 침몰 선원 14명 실종… 해양오염 우려, 《동아일보》, 2007.12.26
181. ↑  마라도 앞바다서 어선 침몰 10명 실종, 《경향신문》, 2008.1.31
182. ↑  빈틈없는 해양재난관리, 《해양경찰청백서》, 2013
183. ↑  작년 해양사고 50% 급증, 《서울신문》, 2010.4.6
184. ↑  선박 노후화로 해양사고 급증, 《국제신문》, 2012.10.4
185. ↑  동해안 해양오염사고 급증, 《영남일보》, 2012.1.9
186. ↑  남해안 기름 유출 급증, 《경남신문》, 2011.1.12
187. ↑  서해지역 해양오염사고 유출량 16배 급증, 《프라임경제》, 2012.1.6
188. ↑  통영해상 모래선 2척 침몰 선원 10명 실종, 《서울신문》, 2010.1.28
189. ↑  26일 21시 21분 57초 ‘천안함 비극’ 그때 시작됐다, 《문화일보》, 2010.4.7
190. ↑  남해서 캄보디아 배 침몰… 선원 4명 사망 7명 실종, 《한국일보》, 2011.2.10
191. ↑  울산 어선 침몰… 11명 사망·실종, 《문화일보》, 2011.12.26
192. ↑  파나마 선적 대형 화물선, 포항 앞바다 침몰 9명 숨져, 《동아일보》, 2013.10.17
193. ↑  몽골 화물선, 여수 해상서 침몰 탑승자 16명 전원이 북한 선원, 《경향신문》, 2014.4.5
194. ↑  제주 공해상서 중국어선 침몰…선원 10명 실종, 《매일경제》, 2015.1.23
195. ↑  뭐 하나 제대로 하지 못한 ‘국민안전처 체제’, 《한겨레》, 2015.9.8
196. ↑  영흥도 사고 ‘선창 1호’는 어떤 배…바다 낚시꾼들에 유명 보관됨 2017-12-03 - 웨이백 머신, 《동아일보》, 2017.12.3
197. ↑  "갑자기 천둥치더니…" '영흥도 낚싯배 전복' 목격자가 전하는 당시 상황, 《중앙일보》, 2017.12.3
198. ↑  제주 해상 갈치잡이 어선 화재…1명 사망·11명 실종, 《연합뉴스》, 2019.11.19

## 같이 보기
- 일제 강점기의 해양 사고